# 聖若瑟書院校友列表
本列表列出為收生記錄聖若瑟書院的知名校友。

## 著名/傑出校友
聖若瑟書院設有舊生會（Old Boys' Association）。

### 學術及教育界
- 高錕爵士，大紫荊勳賢，KBE︰ 2009 年諾貝爾物理學獎得主；前香港中文大學校長；「光纖之父」
- 盧煜明教授，SBS，JP：香港中文大學校長；香港科學院院長；曾任香港中文大學醫學院副院長、健康科學研究所主任；2001年度世界傑出青年 、2000年度香港十大傑出青年；「無創產前檢測之父」
- 彭士祿︰中國工程院首批院士之一、「中國核潛艇之父」、中國第一代核動力潛水艇首任總設計師
- J.M. 布力架：葡萄牙籍歷史學者、澳門及香港總督私人顧問、路透社及南華早報駐澳通訊員
- 梁智仁教授，大紫荊勳賢，GBS，OBE，JP：前香港公開大學校長、前香港大學醫學院院長
- 何文匯教授，JP︰前香港中文大學教務長、香港中文大學－東華三院社區書院首任院長、曾任佳藝電視演員
- 陳志輝教授，SBS，JP︰前香港中文大學商學院副院長 (本科課程)、香港中文大學行政工商管理碩士 (EMBA) 課程主任 、前香港存款保障委員會主席、前消費者委員會主席
- 丁新豹教授，BBS︰香港大學中文學院中國歷史文化學部名譽教授、香港歷史博物館前總館長、《香港志》編纂委員會副主任及《香港回憶》計劃委員、香港特別行政區康樂及文化事務署專家顧問
- 李焯芬教授，大紫荊勳賢，GBS，SBS，JP︰前香港大學副校長、前香港大學專業進修學院院長、香港大學土木工程系講座教授、珠海學院校監
- 林兆鑫教授，OBE︰前香港大學醫學院院長
- 李康善教授︰香港中文大學協理副校長
- 鄭振剛教授︰香港大學工程學院副院長、港大同心基金會數據科學研究院副主任、計算機科學系教授
- 韋霖教授：香港大學外科學系名譽臨床教授
- 梁維新教授：香港大學電機工程榮休教授 [1]
- 吳偉岸：香港中文大學學術交流處前任處長 [2]
- 廖家俊博士：卡塔爾科技園主席、香港科技大學電子及電腦工程系、管理學系兼任教授
- 馮振宇：香港政府創新科技署納米及先進材料研發院行政總裁
- 徐仁壽︰香港華仁書院創辦人，為首位於香港開辦英文中學的華人
- 蔡永祺：伍華書院及筲箕灣東官立中學前任校長
- 張榮冕，OBE︰葛量洪師範學院前任校長
- 程景坡︰聖若瑟書院替代校監、前任校長
- 郭迪民︰聖若瑟書院校長、會考9A狀元
- 陳偉倫︰香港華仁書院校長
- 康寶森︰佛教大光中學前任校長[3]
- 劉國楨：鄧肇堅維多利亞官立中學及九龍工業學校前任校長[4]
- 葉天祐，MH：中華基督教會全完中學校長
- 龐元燊：聖保羅書院校監 [5]

### 法律界
- 廖亞孖打博士（Leo d'Almada e Castro），CBE，QC：御用大律師、前香港大律師公會主席
- 布達勞上校，OBE，ED，CStJ，JP：前法律修訂專員、民事檢察專員、律政專員（法律政策）
- 施偉賢爵士，CBE，LLD，QC，SC，JP: 前立法局主席、資深大律師
- 胡寶星爵士：胡關律師行創辦人
- 張澤祐：高等法院上訴法庭法官
- 包華禮：前高等法院原訟法庭法官、資深大律師
- 施鈞年：前高等法院原訟法庭法官、御用大律師
- 阮雲道，SBS：前高等法院原訟法庭法官、前律政司刑事檢控專員
- 黃頌顯，CBE，JP：前香港賽馬會主席，前香港律師會會長 [6]
- 胡百全，CBE，JP：胡百全律師事務所創辦人、前香港律師會會長、前聯合書院校董會主席、香港中文大學永久校董、香港大學終身校董
- 駱應淦，BBS，SC，JP：資深大律師、前高等法院原訟法庭特委法官、前大律師公會副主席、前選舉管理委員會成員
- 余若海，SBS，SC：資深大律師、前高等法院原訟法庭特委法官
- 馮柏棟，BBS，SC：資深大律師、前高等法院原訟法庭特委法官
- 林孟達，SC：資深大律師、前香港大律師公會主席
- 甄孟義，SC，JP：資深大律師
- 石永泰，SC：資深大律師、高等法院原訟法庭特委法官、前香港大律師公會主席[7]
- 李秋源，SC：資深大律師
- 岑君毅，JP：香港律師會理事會理事
- 梁卓然，SC：資深大律師、前律政司刑事檢控專員
- 張天任，SC：資深大律師
- 陳仲衡：高等法院原訟法庭法官
- 畢仲明：競爭事務委員會行政總裁

### 醫學界
- J.H.律敦治，CBE，JP：律敦治醫院、傅麗儀療養院、葛量洪醫院、香港防癆會創辦人
- D.J. 律敦治，CBE，JP：律敦治醫院、傅麗儀療養院、葛量洪醫院管治委員會主席；香港防癆會主席
- 何鴻超教授，OBE，JP：香港防癌會創辦人
- 盧煜明教授，SBS，JP：香港中文大學校長；香港科學院院長；曾任香港中文大學醫學院副院長 、健康科學研究所主任；2001 年度世界傑出青年 、2000 年度香港十大傑出青年 ；「無創產前檢測之父」
- 梁智仁教授，大紫荊勳賢，GBS，OBE，JP：前醫院管理局主席 、前香港大學醫學院院長
- 梁智鴻，大紫荊勳賢，GBS，OBE，JP：前醫院管理局主席、前立法會議員（醫學界）、外科醫生；被譽為「金刀梁」
- 林兆鑫教授，OBE︰前香港大學醫學院院長
- 李仲賢：前香港醫學會會長及董事、香港家庭醫學院創院院董、前世界家庭醫生組織主席、香港首位英國皇家全科醫學院榮譽高級院士[8]
- 蔡永善：前香港醫學會會長、前英國醫學會香港分會會長、前香港聾人福利促進會主席
- 曹延洲：前香港兒科醫學會會長、前香港大學兒童及青少年科學系榮譽臨床教授、前香港中文大學兒科學系榮譽臨床教授
- 鄔維庸，GBS，OBE，JP：前香港醫學會會長
- 羅嘉瑞，GBS，JP：前醫院管理局主席、心臟科醫生
- 韋霖教授：香港大學外科學系名譽臨床教授；養和醫院外科部主管、李樹培耳鼻喉頭頸外科中心主任
- 曾慶亷：港怡醫院執行總裁
- 廖家傑：天下仁心醫療集團創始人及主席、前亞太肝臟研究協會主席
- 梁家駒：香港著名法醫及牙醫 、全球首位華人齒科法醫 、香港百年壽衣老店「梁津煥記」第五代後人
- 黎智麟：精神科專科醫生、心大心細慈善基金創辦人

### 建築、規劃及工程界
- 陸謙受︰香港建築師公會創辦人
- 何承天，SBS，OBE，JP︰王董建築師事務主席 、前香港建築師學會會長 、前立法會議員（建築、測量、都市規劃及園境界）
- 劉榮廣︰劉榮廣伍振民建築師事務所 (香港) 有限公司主席兼董事總經理 、建築師事務所商會主席
- 廖本懷，CBE，JP︰前房屋司 、政務司 、香港園境師學會首位榮譽會員
- 王澤生︰王歐陽 (香港) 有限公司創辦人、前香港建築師學會會長
- 林和起︰王歐陽 (香港) 有限公司董事
- 周明權，OBE，JP︰前香港工程師學會會長、周明權工程顧問有限公司創辦人；周梁淑怡丈夫
- 蘇彰德教授，BBS，JP︰博物館諮詢委員會兼保育歷史建築諮詢委員會主席、古物諮詢委員會前主席
- 李啟榮︰前規劃署署長

### 政界
- 曼努埃爾·羅哈斯，QSC：菲律賓第三共和國首任總统
- 廖亞孖打博士（Leo d'Almada e Castro），CBE，QC：前行政會議成員、前立法局議員
- 梭亞雷斯（Francisco Paulo de Vasconcelos Soares）：葡萄牙駐港署理領事、著名葡人領袖、「何文田之父」[9]
- 胡百富，JP：前香港市政局議員
- 施偉賢爵士，CBE，LLD，QC，SC，JP: 前立法局主席、資深大律師
- 利國偉爵士，大紫荊勳賢，GBS，CBE，JP : 利希慎家族成員、前行政及立法兩局非官守議員、香港聯合交易所主席、恆生銀行董事長、香港中文大學校董會主席
- 夏佳理，大紫荊勳賢，CVO，OBE，JP：律師、前行政會議非官守議員召集人，前立法會議員（地產及建造界），前香港賽馬會主席、前香港交易及結算所董事會主席
- 梁智鴻，大紫荊勳賢，GBS，OBE，JP：前行政會議成員、前醫院管理局主席、前香港大學校務委員會主席、前立法會內務委員會主席、前立法會議員（醫學界）、前標準工時委員會主席
- 鄔維庸，GBS，OBE，JP：香港基本法起草委員會委員、前香港特別行政區全國人民代表大會代表、香港特別行政區基本法委員會委員
- 李國寶爵士，大紫荊勳賢，GBS，OBE，JP：東亞銀行主席、前行政會議成員、前立法會議員（金融界）
- 林健鋒，大紫荊勳賢，GBS，MBE，JP︰行政會議成員、立法會議員（商界（一））、前全國政協委員
- 石禮謙，GBS，JP︰前立法會議員
- J.P. 布力架，OBE，JP，首位葡萄牙人立法局議員
- D.J. 律敦治，CBE，JP：前香港立法局首席非官守議員
- 羅理基爵士，CBE：前香港市政局議員、立法局議員、行政局首席非官守議員 [10]
- 胡百全，CBE，JP：前香港市政局民選議員、行政局非官守議員、立法局首席非官守議員
- 李福和，CBE，JP：前香港市政局非官守議員、立法局非官守議員
- 李福樹，OBE，JP：前行政立法兩局非官守議員、香港首名華人特許會計師
- 何鴻鑾，CBE，JP：前行政立法兩局官守議員、前工商司 [11]
- 何承天，SBS，OBE，JP：前立法會議員（建築、測量、都市規劃及園境界）
- 古勝祥：前全國政協委員
- 梁熙：立法會議員
- 冼漢廸，MH，JP：港區全國人大代表
- 車弘健：全國政協委員
- 趙式浩：南區區議會地區委員會界別議員

### 高級公務員
- 曹廣榮，CBE，CPM，JP︰前政務司、前行政司
- 李越挺，CBE，JP︰前教育署署長
- 廖本懷，CBE，JP︰首位華人政務司、前房屋司、中英聯合聯絡小組成員
- 何鴻鑾，CBE，JP︰前工商司
- 周德熙，GBS，CBE，JP︰前工商局局長、前文康廣播司
- 黃國禮：前水務署署長
- 林淔源，JP︰前香港消防處處長
- 許雄︰前區域市政總署署長、前新世界第一巴士有限公司董事總經理
- 鄒耀南，JP︰前民政事務總署副署長
- 梁世華，JP︰前康樂及文化事務署署長
- 鄧國威，GBS，JP︰前公務員事務局局長
- 鄧國斌，GBS，JP︰前審計署署長
- 黃灝玄，GBS，JP︰前財經事務及庫務局常任秘書長（財經事務）
- 馮永業︰前香港機場管理局企業發展執行總監、前經濟發展及勞工局副秘書長
- 劉家強，JP︰前路政署署長、前渠務署署長
- 唐嘉鴻，JP︰前渠務署署長
- 李啟榮，JP︰前規劃署署長
- 蕭家賢，JP︰差餉物業估價署署長
- 蕭赤虹︰前港深創新及科技園行政總裁

### 警界及軍事界
- 彭士祿︰「中國核潛艇之父」、中國第一代核動力潛水艇首任總設計師
- 布達勞上校，OBE，ED，CStJ，JP：皇家香港防衛軍榮譽上校
- 何鴻政：香港義勇防衛軍成員，於香港保衛戰壯烈犧牲
- 潘廣權：香港義勇防衛軍成員，於香港保衛戰壯烈犧牲
- 藍剛︰前皇家香港警察刑事偵緝處探長，為時任香港「四大探長」之一
- 陳棣榮，MBE，QPM，CPM︰前皇家香港輔助警察隊總監；前政務司司長陳方安生之丈夫

### 商界
- J.P. 布力架，OBE，JP：中華電力主席、建新營造有限公司主席；均益按揭有限公司、省港澳輪船公司、香港麻纜有限公司及山打根電力有限公司董事
- 胡禧堂，JP：太古買辦、華商總會總理
- J.H.律敦治，CBE，JP：香港啤酒廠有限公司創辦人
- D.J. 律敦治，CBE，JP：律敦治洋酒行、律敦治置業有限公司主席；大利有限公司董事長
- 白懋勳：羅奇生煙莊司理
- 利國偉爵士，大紫荊勳賢，GBS，CBE，JP : 利希慎家族成員、前行政及立法兩局非官守議員、香港聯合交易所主席、恆生銀行董事長、香港中文大學校董會主席
- 李國賢博士，MBE，JP：香港新興機構主席、永亨銀行及太平洋航運集團董事[12]
- 拿督劉紹慧博士：美里房屋發展集團執行董事主席
- 蔡永禧：九龍維記牛奶公司、華爾登酒店及美麗華酒店創辦人、前美國聯合航空公司亞太區副總裁；香港旅遊協會及香港酒店業協會創辦人
- 佘光洪：上海的士公司第二代主持人[13]
- 陳棣榮，MBE，QPM，CPM︰香港加德士公司董事；前政務司司長陳方安生之丈夫
- 李國寶爵士，大紫荊勳賢，GBS，OBE，JP︰李佩材家族成員、東亞銀行董事局主席兼行政總裁、香港大學副校監、前行政會議成員、前香港立法會金融界議員
- 何猷光：何東家族成員、澳門賭王何鴻燊與元配夫人黎婉華所生之獨子、港澳信德船務副經理
- 羅康瑞，大紫荊勳賢，GBS，JP︰瑞安集團董事長、瑞安房地產主席兼行政總裁
- 李家誠，GBS，JP︰恆基兆業聯席主席兼董事總經理、中華煤氣聯席主席、美麗華集團主席兼行政總裁、恆基兆業創辦人李兆基之幼子
- 羅嘉瑞，GBS，JP︰鷹君集團主席兼董事總經理、前中央政策組成員
- 李佩材︰創立「和發成」船務公司及「南和行」，其家族是香港傳統的華人「四大世家」之一
- 李冠春：東亞銀行創辦人
- 李福樹，OBE，JP︰香港首名華人特許會計師、李福樹會計師事務所創辦人
- 李福和博士，CBE，JP︰前東亞銀行董事局主席、前香港工業邨公司主席、前崇基學院校董會主席
- 杜惠愷，BBS，JP︰豐盛企業集團有限公司主席、新世界發展有限公司副主席兼非執行董事
- 杜家駒︰豐盛企業集團行政總裁、東亞銀行有限公司董事、周大福創建有限公司非執行董事
- 張冠城：大埔道華爾登酒店創辦人
- 潘迪生爵士，KBE，SBS︰迪生創建主席、德寶電影公司創辦人
- 鄭維志，GBS，OBE，JP︰永泰地產有限公司及永泰製衣國際有限公司主席、前香港總商會主席、前南聯地產控股主席
- 鄭維健，GBS，JP︰環球（香港）投資有限公司主席兼董事總經理；前香港聯合交易所主席、前中央政策組首席顧問、環球 (香港) 投資有限公司主席兼董事總經理、前香港中文大學校董會主席、前大學教育資助委員會主席
- 周明權，OBE，JP︰前香港考試局主席、前香港工程師學會會長、周明權工程顧問有限公司創辦人；周梁淑怡丈夫
- 林健鋒，大紫荊勳賢，GBS，MBE，JP︰永和實業董事長、香港總商會理事、香港工業總會理事、珠三角工業協會名譽會長
- 許雄︰前新世界第一巴士有限公司董事總經理
- 趙式浩：帝皇集團香港有限公司董事總經理、卓能集團董事，香港中華總商會會董
- 徐耀祥︰九龍倉集團副主席兼集團財務總監、會德豐地產執行董事兼集團財務總監
- 薛永康︰iClick Interactive聯合創辦人兼行政總裁
- 劉家明︰Animoca Brands首席商務官、前騰訊微保首席執行官、M+董事局副主席、泰特美術館亞太收藏委員會聯席主席、古根漢美術館亞洲委員會聯席主席
- 古勝祥：瑞興控股有限公司主席、香港中華總商會榮譽會長、前全國政協委員 [14]
- 冼漢廸，MH，JP：中國手遊娛樂集團聯合創始人兼副董事長、國宏嘉信創辦人、港區全國人大代表
- 嚴文俊：合和實業執行董事 [15]
- 黃思遠：海洋公園董事局副主席、前有線寬頻行政總裁、前亞洲萬里通行政總裁
- 林國灃：Two Sigma 亞洲首席執行官
- 林世豪：金源發展國際實業有限公司副主席及集團行政總裁、香港工業總會主席
- 沈慧林：萬希泉鐘錶有限公司創辦人兼行政總裁

### 體育界
- 唐福祥︰中國足球史上第一位國家隊隊長
- 陳振興︰第一名中國奧運代表泳手，1936年代表中華民國參加柏林奧運游泳男子一百米自由泳
- 黃興桂︰足球評述員，前東方、南華足球隊、荃灣足球會教練，現在擔任東方足球隊技術顧問。
- 李炳德︰前中華民國國腳，球王李惠堂幼子
- 山度士 (Leslie Santos)︰前香港足球先生，現任車路士足球學校 (香港) 技術總監
- 康寶駒︰律師、前香港足球總會主席
- 方力申︰前香港游泳代表隊成員，代表香港參加奧林匹克運動會游泳項目，多項香港游泳紀錄保持者
- 司徒瑞祈︰前香港游泳代表隊成員
- 蔡芳裕︰前香港籃球代表隊球員，曾效力福建，南華，永倫，威立等甲組班霸，現任東方副總監
- 潘志豪︰前香港籃球代表隊球員。曾在一場賽事中，個人獨取 51 分，成為「NIKE LEAGUE」歷來以單場計得分最高的球員，紀錄到2010年才被打破。7次香港甲一聯賽總冠軍（2006、2007、2009、2010、2011、2014、2015）、東南亞職業籃球聯賽總冠軍（2017）、NIKE League 神射手、 助攻王、MVP（1998）
- 翁萬特︰前香港籃球代表隊球員。第一屆及第二屆adidas亞洲三人籃球賽冠軍成員（1999及2000）、永倫籃球隊成員（2002-2016）、永倫籃球隊助教、8次香港甲一聯賽總冠軍（2002、2006、2007、2009、2010、2011、2014、2015）
- 陳守健︰前香港籃球代表隊球員，香港籃球明星賽「票王」（2006）、橫洲工業、警隊三分王、前港青籃球隊成員
- 潘浩賢︰前香港籃球代表隊球員、第一屆adidas亞洲三人籃球賽冠軍成員（1999）、三次香港甲一聯賽總冠軍（2000、2001、2002)
- 陳霆烽︰前香港籃球代表隊球員、Nike League U16 MVP、JCI-2018大灣區青年領袖選舉獎項得主
- 邱益忠︰香港健身界首位運動公關、亞洲運動及體適能專業學院董事、專欄作家
- 王祐天︰香港籃球代表隊球員，永倫籃球隊球員，前皇仁書院主力
- 趙蕸雄︰晉裕籃球隊成員，2017年回母校義務擔任籃球隊教練，2022/23球季帶領母校相隔23年重奪「雙冠」-港島區D1冠軍及精英賽冠軍，2023年11月衛冕港島區D1冠軍。
- 符泳︰前香港游泳代表隊成員，代表香港參加奧林匹克運動會游泳項目，前五十米自由泳及一百米個人混合泳香港紀錄保持者 (短池)
- 麥世霆︰香港游泳代表隊成員，港隊史上首名男泳將於世界青年游泳錦標賽奪金
- 辛法義︰前香港游泳代表隊成員
- 吳鎮男︰前香港游泳代表隊成員
- 江己概︰前香港游泳代表隊成員
- 鐘國樑︰前香港游泳及水球代表隊成員，前八百米自由泳及一千五百米自由泳香港紀錄保持者 (短池)，前一千五百米自由泳香港紀錄保持者 (長池)
- 黃俊豪︰前香港水球代表隊成員，香港青年隊水球代表隊隊長
- 馮穎羲︰前香港水球代表隊成員
- 蔣家琪︰前香港水球代表隊成員
- 陳浩軒︰前香港水球代表隊成員
- 李思明︰前香港足球代表隊隊員
- 梁智駒︰前香港足球代表隊隊員
- 陳家麒︰前香港足球代表隊隊員
- 朱兆基︰前香港足球代表隊隊員
- 李偉文︰前香港足球代表隊隊員
- 陳志康︰前香港足球代表隊隊員
- 楊正光︰前香港足球代表隊隊員
- 陳銘剛︰前城市大學足球隊隊長
- 司徒文俊︰前香港足球代表隊隊員，現任香港足球代表隊行政經理
- 夏志明︰香港足球代表隊隊員 (於2006年退學後分別加盟聖偵德及南島學校)
- 顏卓彬︰香港足球代表隊隊員
- 葉梓豐︰2016年10月世大壁球盟主－世界大學生錦標賽冠軍，香港歷來首人；2017年2月加拿大Holtrand公開賽勇奪冠軍錦標
- 林景蔚︰世界業餘國際象棋賽超快棋組別世界冠軍，並為首位香港人奪此殊榮；國際象棋大師，香港國際象棋總會副主席

### 文化及演藝界
- 何少庵：前香港報業公會司庫、華僑日報秘書；香港中文大學何少庵學術紀念獎為其命名
- 蘇彰德教授，BBS，JP︰M Plus Collections Ltd. 董事局成員、f22攝影空間創辦人
- 熊輝：水墨畫家，其作品於香港藝術館及M+展出
- 劉松仁︰香港著名演員
- 陳百祥：香港著名主持及演員
- 麥當雄︰電影導演；金馬獎最佳導演；第十一屆香港電影金像獎最佳電影、最佳編劇
- 劉浩龍︰歌手、演員
- 郭利民，SBS，BBS，MBE︰Uncle Ray DJ、已故最長壽電台節目主持人健力士世界紀錄大全保持者
- 林海峰︰DJ、軟硬天師成員
- PATRICK樂與怒 Patrick Rock'n Roll︰香港著名足球評論YouTuber
- 方力申︰歌手、演員
- 司徒瑞祈︰藝人
- 王友良︰歌手、著名經紀人 及 櫻桃小丸子 大中華地區總監
- 譚志成︰水墨畫家、前香港藝術館館長
- 李仁港︰電影導演
- 鄧浩光︰已息影的電影及電視藝人、前香港游泳代表隊隊長
- 趙增熹︰作曲人及唱片監製
- Joe Junior︰藝人
- 鄧兆尊︰藝人
- 鄺兆昌 (Wasabi / 青介)︰商業電台廣告創作部創作總監 、DJ、填詞人、流行作家
- 關楚耀︰藝人
- 曾智華︰前香港電台 DJ 及中文台節目發展總監，現任澳門電台從事顧問工作
- 許廷鏗︰歌手
- 梁釗峰︰歌手、組合C AllStar成員
- 徐浩生：歌手
- 嚴勵行︰編曲人及唱片監製
- 朱滙林︰香港男演員
- 林家謙︰作曲及作詞人、唱作歌手
- 梁家樹︰香港資深電視劇監製、前香港無綫電視戲劇組製作部總監、寰亞傳媒集團電視製作部總監
- 文偉鴻︰香港無綫電視劇集監製、電影導演
- 孔慶慇︰香港唱片騎師
- 李元科：香港導演及電視劇集監製
- 林肯：香港無綫電視監製
- 吳煒倫：香港電影導演及編劇
- 劉家明：Animoca Brands首席商務官、前騰訊微保首席執行官；M+董事局副主席、泰特美術館亞太收藏委員會聯席主席、古根漢美術館亞洲委員會聯席主席
- 鄭郁郎：前星島日報總編輯[16]
- 林迪安：香港男演員
- 鍾保羅：前香港男演員
- 賴漢龍：九十年代陽光檸檬茶廣告男主角
- 陳昊廷：歌手、組合Plan V 成員

### 宗教界
- 羅國輝神父︰天主教香港教區神父
- 勞伯壎神父：聖神修院神哲學院教授、番禺會所華仁小學校監[17]
- 孫英峰神父︰天主教香港教區神父
- 林勝文神父︰天主教澳洲悉尼巴拉瑪打教區華人牧民處神師[18]
- 譚傑志神父：天主教基督軍修會神父
- 陳柏霖神父：天主教澳門教區神父
- 黃景聲執事：天主教香港教區終身執事